# Inès Belloumou
Inès Belloumou (en arabe : إيناس بلومو), née le 21 juin 2001 à Martigues en France, est une footballeuse internationale algérienne qui joue en tant que latérale gauche au Westham United en prêt au Malmö FF.

## Biographie
Inès Belloumou découvre le foot avec ses deux frères aînés. Elle intègre sur leurs traces le FC Martigues à l'âge de 5 ans ou elle est formée jusqu'à ses 15 ans. Inès, capitaine de l'équipe U13 est considérée comme une des meilleures joueuses de la région, elle connait sa première sélection en équipe Méditerranée U15 en 2016,.
A 15 ans, Inès réussit le concours d’entrée à l’Institut National du Sport, de l’Expertise et de la Performance (INSEP) à Paris et intègre dans la foulée l'Olympique de Marseille, car elle ne peut plus jouer avec les garçons. Elle y reste deux saisons.
Son train de vie est assez mouvementé du fait qu'elle ne s'entraîne pas avec l'OM mais avec le Pôle France. Elle redescend sur Marseille seulement pour les matchs le week-end étant donné qu'elle est à l'INSEP la semaine.

### Montpellier Hérault (2018-2023)
A l'été 2018, elle rejoint le club du Montpellier Hérault. Elle devient rapidement titulaire en U19 ce qui lui permet d'être convoquée à quelques matchs de l'équipe première.
Lors d'une interview, Inès Belloumou témoigne de son attachement envers le club : « Quand j'étais petite et que mes frères me demandaient ou est-ce que je voulait jouer, le nom de Montpellier arrivait spontanément. [...] Je ne sais pas pourquoi mais j'ai toujours aimé ce club, sa formation, ce qu'il représente. J'ai ressenti ça dès que je suis arrivée en U19 et cela s'est encore accentué quand je suis passée en équipe de D1. C'est un rêve pour moi d'être ici. »
En septembre 2019, Inès Belloumou signe son premier contrat professionnel à 18 ans avec le Montpellier Hérault et obtient le numéro 3. Elle devient rapidement une joueuse indispensable en cumulant les titularisation en D1 Arkema. Elle est considérée comme un grand espoir à son poste pour le Montpellier Hérault.

### Bayern Munich (2023-)
Elle rejoint le Bayern Munich en juillet 2023.

### En sélection
Inès Belloumou connait les sélections jeunes tricolores assez tôt, à l'âge de 15 ans.
Elle participe à l'Euro féminin U17 2018 en Lituanie. Toutefois, la France n'atteint pas le tournoi final. Elle est sélectionnée pour l'Euro féminin U19 2020 en Géorgie, qui sera annulé à cause de la pandémie de Covid-19.
Elle dispute quelques matchs avec l'équipe de France des moins de 23 ans.
En février 2025, elle reçoit sa première convocation en équipe d'Algérie.

## Style de jeu
Inès Belloumou est une joueuse de petit gabarit, très explosive, dribbleuse et rapide, qui possède des qualités de percussion et une vitesse qui font d'elle une latérale avec du potentiel.
Elle possède également une agressivité défensive qui font d'elle une bonne défenseure avant tout. Inès Belloumou témoigne de sa préférence à être plus défensive qu'offensive en tant que latérale.
Son profil a parfois été comparé à celui de Sakina Karchaoui lors de ses débuts au Montpellier Hérault.

## Statistiques
Le tableau ci-dessous retrace la carrière de Inès Belloumou depuis ses débuts :

### En club
| Saison                | Club                   | Championnat           | Championnat | Championnat | Coupe(s) nationale(s) | Coupe(s) nationale(s) | Compétition(s) continentale(s) | Compétition(s) continentale(s) | Compétition(s) continentale(s) | Total | Total |
| Saison                | Club                   | Division              | M.          | B.          | M.                    | B.                    | Comp.                          | M.                             | B.                             | M.    | B.    |
| 2017-2018             | Olympique de Marseille | Division 1            | 2           | 0           | -                     | -                     | -                              | -                              | -                              | 2     | 0     |
| Sous-total            | Sous-total             | Sous-total            | 2           | 0           | 0                     | 0                     | -                              | -                              | -                              | 2     | 0     |
| 2018-2019             | Montpellier HSC        | Division 1            | -           | -           | -                     | -                     | -                              | -                              | -                              | 0     | 0     |
| 2019-2020             | Montpellier HSC        | Division 1            | 6           | 0           | 3                     | 0                     | -                              | -                              | -                              | 9     | 0     |
| 2020-2021             | Montpellier HSC        | Division 1            | 10          | 0           | 1                     | 0                     | -                              | -                              | -                              | 11    | 0     |
| 2021-2022             | Montpellier HSC        | Division 1            | 22          | 0           | 3                     | 0                     | -                              | -                              | -                              | 25    | 0     |
| 2022-2023             | Montpellier HSC        | Division 1            | 22          | 0           | 2                     | 0                     | -                              | -                              | -                              | 24    | 0     |
| Sous-total            | Sous-total             | Sous-total            | 60          | 0           | 0                     | 0                     | -                              | -                              | -                              | 60    | 0     |
| 2023-2024             | Bayern Munich          | Bundesliga            | 9           | 0           | -                     | -                     | C1                             | 2                              | 0                              | 11    | 0     |
| Sous-total            | Sous-total             | Sous-total            | 9           | 0           | 0                     | 0                     | -                              | 2                              | 0                              | 11    | 0     |
| Total sur la carrière | Total sur la carrière  | Total sur la carrière | 71          | 0           | 9                     | 0                     | -                              | 2                              | 0                              | 82    | 0     |

### En sélection

#### Matchs internationaux
Le tableau suivant liste les rencontres de l'équipe d'Algérie dans lesquelles Inès Belloumou a été sélectionnée depuis le 19 février 2025 jusqu'à présent.

## Palmarès
Bayern Munich : 
- Championnat d'Allemagne:  saison 2023-2024

En sélection
- Nike international Friendlies U20 en 2019